# Liste des évêques et archevêques de Rouen
Pour un article plus général, voir Archidiocèse de Rouen.

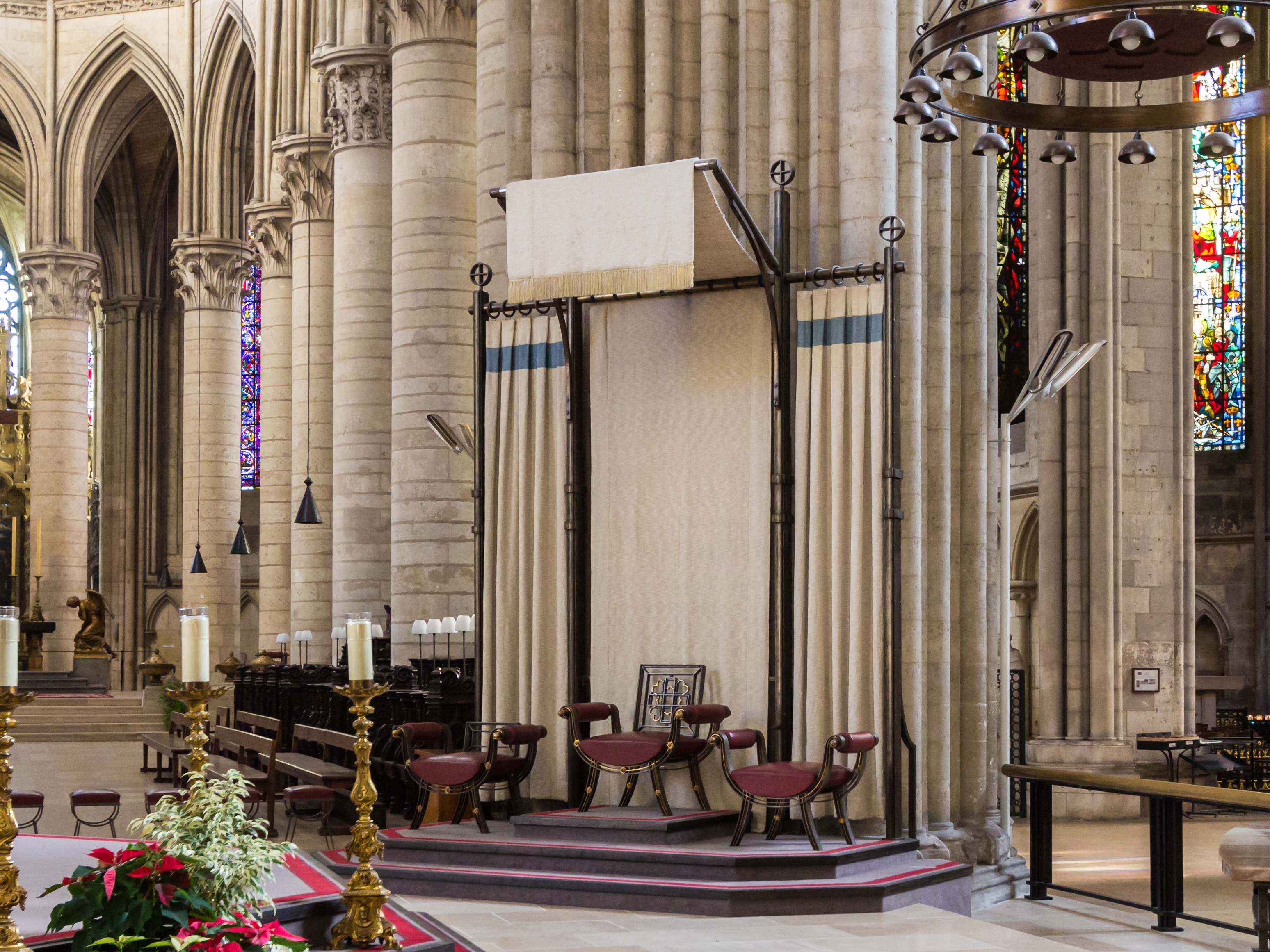
Cathèdre de l'archevêque de Rouen.

L’archidiocèse de Rouen est l'un des plus anciens évêchés connus de Gaule, le premier des évêques puis archevêques de Rouen datant du IIIe siècle. Les raids vikings au IXe siècle ont causé la perte de nombreuses archives en Normandie. La liste des évêques de Rouen a donc été reconstituée a posteriori, d'où quelques lacunes et l'inclusion de personnages légendaires. Avitien est le premier évêque attesté historiquement puisque sa présence est connue au concile d'Arles en 314. Les évêques de Rouen reçoivent pour la première fois le pallium au VIIIe siècle, ce qui vaut le privilège à ses archevêques de porter le titre, aujourd'hui honorifique, de primat de Normandie.
Divers récits racontent les vies des différents évêques et archevêques de Rouen. Deux textes sont écrits par les chanoines de la cathédrale de Rouen dans la seconde moitié du XIe siècle. Ce sont les Actes des Archevêques de Rouen (Acta Archiepiscoporum Rotomagensium) rédigé vers 1070 pour le Livre d'Ivoire de la cathédrale, revu et augmenté plus tard par Thierry, moine de Saint-Ouen de Rouen pour le Livre Noir de Saint-Ouen, et les Annales de Rouen. Ils sont complétés par la Chronique métrique des archevêques, poème qui consacre deux vers à chacun des archevêques ayant occupé le siège depuis sa fondation.

## Liste des évêques de Rouen
| Portrait | Dates             | Titulaire                        | Notes |
| -------- | ----------------- | -------------------------------- | --- |
|          | vers 250          | Saint Nicaise                    | Nicaisius, mort vers 260, n'apparaît pas sur toutes les listes. Il évangélisa le Vexin mais semble ne pas être venu à Rouen et ne fut probablement pas évêque de la ville. Fête le 11 octobre. |
|          | 260-312           | Saint Mellon                     | Mellonus dit de Cardiff, premier évêque de Rouen. Arrivé à Rouen en 260, il serait inhumé dans la crypte de l'église Saint-Gervais de Rouen. Fête le 22 octobre. |
|          | 311-325           | Saint Avitien                    | Avitianus, autour de 314 (présent au concile d’Arles). Il aurait été inhumé dans la crypte de l'église Saint-Gervais de Rouen |
|          | 325-341           | Saint Sever ou Sévère            | Severus, mort v. 341. Fête le 1er novembre. |
|          | vers 341-366      | Eusèbe                           | Eusebius, présent au concile de Sardique vers 343 et au concile de Cologne (346). |
|          | 366-385           | Marcellin                        | Marcellinus. |
|          | 385-393           | Pierre Ier                       | Petrus. |
|          | 393-417           | Saint Victrice                   | Victricius, mort vers 415. Il est contemporain de Martin de Tours et de Paulin de Nole. Il participe au développement du groupe cathédral rouennais[Quoi ?]. Il est reconnu pour son "De laude sanctorum". |
|          | vers 417-vers 426 | Innocent de Rouen                | Mort vers 426. |
|          | vers 426          | Saint Évode                      | Evodius, mort aux Andelys. Fêté le 8 octobre. |
|          | vers 426-442      | Sylvestre                        | Il aurait donné l'onction épiscopale à Loup, évêque de Bayeux. |
|          | vers 442-451      | Malson (ou Melson)               | |
|          | vers 451-462      | Germain                          | Il assiste au premier concile de Tours en 461. |
|          | vers 462-488      | Crescent ou Crescence            | |
|          | vers 488-525      | Saint Godard                     | Godardus, mort en 525. Premier Franc à occuper le siège épiscopal. Il participe avec Rémi de Reims à la conversion de Clovis et est présent au premier concile d'Orléans (511). Il sacre le futur saint Lô, évêque de Coutances. Fête le 8 juin.                                                               |
|          | 525-541           | Saint Filleul                    | Flavius, mort vers 541. Il assiste aux 2e, 3e et 4e conciles d'Orléans (533, 538 et 541). Fondateur de l'abbaye Saint-Pierre-Saint-Paul, future abbaye Saint-Ouen de Rouen, en 535. Fête le 23 août. |
|          | vers 542-550      | Saint Évode II                   | Evodius. Fête le 8 octobre. |
|          | 550-577           | saint Prétextat                  | Il assiste au 3e concile de Paris (557), au 2e concile de Tours (567). |
|          | 577-584           | Mélance de Rouen                 | Melantius. |
|          | 584-586           | saint Prétextat                  | Il assiste au 2e concile de Mâcon (585). Assassinat en avril 586 dans la cathédrale, prémédité par la reine Frédégonde. Fête le 24 février. |
|          | 586/589-602       | Mélance de Rouen                 | |
|          | 602-631           | Idulphe (ou Hydulphe)            | Assiste au 6e concile de Paris (614) |
|          | 631-639           | Saint Romain                     | Mort en 639. Il est reconnu pour la légende de la gargouille, à l'origine du Privilège des évêques de gracier un condamné à mort tous les ans, en lui faisant porter la fierte contenant les reliques du saint lors d'une procession. Fête le 23 octobre.                                                      |
|          | 639-689           | Saint Ouen                       | Audoenus, conseiller du roi Dagobert Ier. Il aide au cours de son épiscopat saint Wandrille à fonder l'abbaye de Fontenelle, saint Philibert, celle de Jumièges, et d'autres établissements monastiques : l'abbaye de la Trinité de Fécamp, l'abbaye de Montivilliers et l'abbaye de Pavilly. Fête le 24 août. |
|          | 689-695           | Saint Ansbert                    | Fête le 9 février. |
|          | 695-vers 719      | Griffon                          | |
|          | vers 719-vers 732 | Roland ou Robert                 | |
|          | vers 732-740      | Saint Hugues                     | Neveu de Charles Martel. Fête le 9 avril. |
|          | 740-744           | Robert Ier ou Ratbertus de Rouen | Mort en 744. |

## Liste des archevêques de Rouen

### VIIIesiècle
| Portrait | Blason | Dates         | Titulaire                        | Notes                                                                                            |
| -------- | ------ | ------------- | -------------------------------- | ------------------------------------------------------------------------------------------------ |
|          |        | 744- vers 748 | Grimoald                         | Grimo, premier archevêque de Rouen. Il est sacré archevêque par Boniface, archevêque de Mayence. |
|          |        | 748-753       | Rainfroy ou Ragenfred (Rainfroi) |                                                                                                  |
|          |        | 753-762       | saint Remi                       | Mort en 771. Fils de Charles Martel et frère de Pépin le Bref. Fête le 19 janvier.               |
|          |        | 762-vers 800  | Mainard                          |                                                                                                  |

### IXesiècle
| Portrait | Blason | Dates   | Titulaire           | Notes                             |
| -------- | ------ | ------- | ------------------- | --------------------------------- |
|          |        | 800-828 | Gilbert (Willebert) | Missi dominici de Louis le Pieux. |
|          |        | 828-836 | Ragnoard            | Mort en 837.                      |
|          |        | 836-849 | Gombaud             |                                   |
|          |        | 849-855 | Paul                |                                   |
|          |        | 855-869 | Vénilon ou Ganelon  |                                   |
|          |        | 869-872 | Adalard             |                                   |
|          |        | 872-876 | Riculf              |                                   |
|          |        | 876-889 | Jean Ier            |                                   |
|          |        | 889     | Saint Léon          | Fête le 1er mars.                 |

### Xesiècle
| Portrait | Blason | Dates        | Titulaire              | Notes                                                                                                 |
| -------- | ------ | ------------ | ---------------------- | --- |
|          |        | 889-vers 910 | Gui (Witon ou Guiton)  | Mort vers 910.                                                                                        |
|          |        | 911-919      | Francon                | Mort en 919. Il baptise Rollon en 912.                                                                |
|          |        | 919-942      | Gonthard               | |
|          |        | 942-989      | Hugues II de Cavalcamp | Mort en 989. Il est le frère de Raoul Ier de Tosny. Moine de Saint-Denis avant de devenir archevêque. |

### XIesiècle
| Portrait | Blason | Dates     | Titulaire               | Notes |
| -------- | ------ | --------- | ----------------------- | --- |
|          |        | 990-1037  | Robert II de Normandie  | Mort en 1037. Comte d’Évreux, il est le fils naturel de Richard Ier jarl de Normandie.                                               |
|          |        | 1037-1055 | Mauger                  | Malgerius Rothomagensis. Fils du duc de Normandie Richard, il est le neveu de son prédécesseur Robert de Normandie. Mort avant 1060. |
|          |        | 1055-1067 | Saint Maurille          | Maurilius. Mort en 1067. Fête le 9 août.                                                                                             |
|          |        | 1067-1079 | Jean II d'Ivry          | Ancien évêque d'Avranches. Mort en 1079. Fils du comte Raoul d'Ivry, demi-frère du duc Richard.                                      |
|          |        | 1080-1110 | Guillaume Ier Bonne-Âme | Mort en 1110. fils de Radbod, évêque de Sées. Ancien abbé de Saint-Étienne de Caen.                                                  |

### XIIesiècle
| Portrait | Blason | Dates     | Titulaire                             | Notes                                                              |
| -------- | ------ | --------- | ------------------------------------- | ------------------------------------------------------------------ |
|          |        | 1111-1128 | Geoffroi le Breton                    |                                                                    |
|          |        | 1130-1164 | Hugues III d'Amiens                   | Hugo Ambianensis.                                                  |
|          |        | 1165-1183 | Rotrou de Warwick (ou de Beaumont)    | Ancien évêque d'Évreux. Chief Justiciar et intendant de Normandie. |
|          |        | 1184-1207 | Gautier de Coutances ou le Magnifique | Ancien évêque de Lincoln.                                          |

### XIIIesiècle
| Portrait | Blason | Dates     | Titulaire                  | Notes |
| -------- | ------ | --------- | -------------------------- | --- |
|          |        | 1209-1221 | Robert III Poulain         | Il prend part à la croisade des Albigeois.                                                                                  |
|          |        | 1222-1229 | Thibaut d'Amiens           | |
|          |        | 1231-1235 | Maurice                    | Ancien évêque du Mans. |
|          |        | 1236-1244 | Pierre II de Colmieu       | Cardinal d'Albano. Mort en 1253.                                                                                            |
|          |        | 1245-1247 | Eudes Ier Clément          | Abbé de Saint-Denis. |
|          |        | 1248-1275 | Eudes II Rigaud            | Moine franciscain. Il acquiert le forteresse et la seigneurie de Gaillon, devenue résidence d'été des archevêques de Rouen. |
|          |        | 1278-1306 | Guillaume II de Flavacourt | Guillermus de Flavacuria.                                                                                                   |

### XIVesiècle
| Portrait | Blason | Dates     | Titulaire                         | Notes |
| -------- | ------ | --------- | --------------------------------- | --- |
|          |        | 1306-1311 | Bernard de Farges                 | Précédemment évêque d'Agen, il devient archevêque de Narbonne. Neveu du pape Clément V. Mort en 1341.                              |
|          |        | 1311-1318 | Gilles Aycelin de Montaigu        | Ancien archevêque de Narbonne, puis évêque de Clermont.                                                                            |
|          |        | 1319-1330 | Guillaume III de Durfort          | Ancien évêque de Langres. |
|          |        | 1330-1339 | Pierre III Roger de Beaufort      | Cardinal, il devient pape sous le nom de Clément VI (1342-1352). Mort en 1352.                                                     |
|          |        | 1339-1342 | Aymery Guénaud                    | Ancien évêque d'Auxerre. |
|          |        | 1343-1347 | Nicolas Ier Roger                 | Oncle de Clément VI. |
|          |        | 1347-1351 | Jean III de Marigny               | Précédemment évêque de Senlis, puis de Beauvais, chancelier du roi de France Philippe VI de Valois, frère d'Enguerrand de Marigny. |
|          |        | 1352-1356 | Pierre IV de la Forêt             | Cardinal. Mort en 1361. |
|          |        | 1357-1359 | Guillaume IV de Flavacourt        | |
|          |        | 1359-1375 | Philippe d'Alençon                | Cardinal, il est le fils de Charles II, comte d'Alençon. Mort en 1397.                                                             |
|          |        | 1375      | Pierre V de La Jugie de la Montre | Cardinal. Mort en 1376. |
|          |        | 1375-1389 | Guillaume V de Lestrange          | Ancien évêque de Carpentras, conseiller du roi Charles V.                                                                          |
|          |        | 1389-1407 | Guillaume VI de Vienne            | |

### XVesiècle
| Portrait | Blason | Dates     | Titulaire                                       | Notes                                                              |
| -------- | ------ | --------- | ----------------------------------------------- | ------------------------------------------------------------------ |
|          |        | 1407-1408 | Jean IV d'Armagnac                              |                                                                    |
|          |        | 1409-1422 | Louis Ier d'Harcourt                            | Vicomte de Châtellerault, seigneur d'Arschot et de Mézière.        |
|          |        | 1423-1429 | Jean V de la Roche-Taillée ou de la Pierre-Cize | Cardinal. Mort en 1437                                             |
|          |        | 1431-1436 | Hugues IV des Orges                             |                                                                    |
|          |        | 1437-1443 | Louis II de Luxembourg                          | Cardinal. Évêque d'Ely et chancelier du roi d'Angleterre Henri VI. |
|          |        | 1444-1452 | Raoul Roussel                                   | Conseiller du roi d'Angleterre.                                    |
|          |        | 1453-1483 | Guillaume VII d'Estouteville                    | Cardinal.                                                          |
|          |        | 1483-1493 | Robert IV de Croixmare                          |                                                                    |

### XVIesiècle
| Portrait | Blason | Dates     | Titulaire              | Notes                                                                          |
| -------- | ------ | --------- | ---------------------- | ------------------------------------------------------------------------------ |
|          |        | 1495-1510 | Georges Ier d'Amboise  | Cardinal. Ministre de Louis XII.                                               |
|          |        | 1513-1550 | Georges II d'Amboise   | Cardinal, neveu du précédent.                                                  |
|          |        | 1550-1590 | Charles Ier de Bourbon | Cardinal. Reconnu roi de France par la Ligue en 1589 sous le nom de Charles X. |
|          |        | 1590-1594 | Charles II de Bourbon  | Cardinal, neveu du précédent.                                                  |

### XVIIesiècle
| Portrait | Blason | Dates     | Titulaire                    | Notes                                                                 |
| -------- | ------ | --------- | ---------------------------- | --------------------------------------------------------------------- |
|          |        | 1597-1604 | Charles III de Bourbon       | Neveu de Charles Ier de Bourbon. Mort en 1610.                        |
|          |        | 1605-1615 | François Ier de Joyeuse      | Cardinal.                                                             |
|          |        | 1615-1651 | François II de Harlay        | Mort en 1653.                                                         |
|          |        | 1651-1672 | François III de Harlay       | Il devient archevêque de Paris, duc de Saint-Cloud et Pair de France. |
|          |        | 1672-1691 | François IV Rouxel de Médavy | Précédemment évêque de Séez.                                          |
|          |        | 1691-1707 | Jacques Nicolas Colbert      | Fils du ministre Colbert.                                             |

### XVIIIesiècle
| Portrait | Blason | Dates     | Titulaire                         | Notes                                                                                              |
| -------- | ------ | --------- | --------------------------------- | -------------------------------------------------------------------------------------------------- |
|          |        | 1708-1719 | Claude-Maur d'Aubigné             | Précédemment évêque de Noyon et Pair de France.                                                    |
|          |        | 1719-1721 | Armand Bazin de Bezons            | Précédemment évêque d'Aire puis archevêque de Bordeaux.                                            |
|          |        | 1721-1733 | Louis III de La Vergne de Tressan | Précédemment évêque de Vannes puis évêque de Nantes.                                               |
|          |        | 1734-1759 | Nicolas II de Saulx-Tavannes      | Cardinal. Précédemment évêque de Châlons-en-Champagne. Pair de France et grand aumônier de France. |
|          |        | 1759-1800 | Dominique Ier de La Rochefoucauld | Cardinal. Précédemment archevêque d'Albi.                                                          |

## Liste des évêques constitutionnels de Rouen
| Portrait | Blason | Dates     | Titulaire                          | Notes |
| -------- | ------ | --------- | ---------------------------------- | --- |
|          |        | 1791      | Jean-François Leverdier            | Curé de Choisy-le-Roi, il démissionne en mars.                                                                                 |
|          |        | 1791      | Louis Charrier de La Roche         | Lyonnais, est devenu évêque constitutionnel de la Seine-Inférieure puis le premier évêque de Versailles en 1802. Mort en 1827. |
|          |        | 1792-1799 | Jean-Baptiste Graziani dit Gratien | Né en Italie, meurt à Rouen.                                                                                                   |
|          |        | 1799-1801 | Jean-Claude Leblanc de Beaulieu    | Mort en 1825. |

## Liste des archevêques de Rouen depuis le Concordat

### XIXesiècle
| Portrait | Blason | Dates     | Titulaire                              | Notes |
| -------- | ------ | --------- | -------------------------------------- | --- |
|          |        | 1802-1818 | Étienne-Hubert de Cambacérès           | Frère du Chancelier de l'Empire, Jean-Jacques-Régis de Cambacérès. Le 15 août 1801, promulgation du Concordat. Le diocèse est remodelé, correspondant désormais au département de la Seine-Inférieure (actuelle Seine-Maritime). Cardinal, comte de Cambacérès et de l'Empire. |
|          |        | 1819-1823 | François V de Pierre de Bernis         | |
|          |        | 1824-1844 | Gustave-Maximilien-Juste de Croÿ-Solre | Cardinal et Grand aumônier de France. Précédemment évêque de Strasbourg. |
|          |        | 1844-1858 | Louis IV Blanquart de Bailleul         | Précédemment évêque de Versailles. Il démissionne en 1858. |
|          |        | 1858-1883 | Henri de Bonnechose                    | Cardinal. |
|          |        | 1883-1894 | Léon-Benoit-Charles Thomas             | Cardinal. |
|          |        | 1894-1899 | Guillaume-Marie-Romain Sourrieu        | Cardinal. |

### XXesiècle
| Portrait | Blason | Dates     | Titulaire                        | Notes |
| -------- | ------ | --------- | -------------------------------- | --- |
|          |        | 1899-1915 | Frédéric Fuzet                   | |
|          |        | 1916-1920 | Louis-Ernest Dubois              | Cardinal. Précédemment évêque de Verdun et archevêque de Bourges. Devenu archevêque de Paris. Mort en 1929.                        |
|          |        | 1920-1936 | André I du Bois de La Villerabel | Précédemment évêque d'Amiens. Mort en 1938.                                                                                        |
|          |        | 1936-1947 | Pierre VI Petit de Julleville    | Cardinal. Précédemment évêque de Dijon.                                                                                            |
|          |        | 1948-1968 | Joseph-Marie Martin              | Cardinal. Précédemment évêque du Puy-en-Velay. Mort en 1976.                                                                       |
|          |        | 1968-1981 | André II Pailler                 | Mort en 1994. À son initiative, le diocèse du Havre a été érigé, par la bulle Quae Sacrosanctum du pape Paul VI du 6 juillet 1974. |
|          |        | 1981-2004 | Joseph Duval                     | Mort en 2009. |

### XXIesiècle
| Portrait | Blason | Dates     | Titulaire             | Notes                                 |
| -------- | ------ | --------- | --------------------- | ------------------------------------- |
|          |        | 2004-2015 | Jean-Charles Descubes | Précédemment évêque d'Agen.           |
|          |        | 2015-     | Dominique Lebrun      | Précédemment évêque de Saint-Étienne. |

## Galerie

Les armes de l'archevêché de Rouen, qui sont également celles de la ville de Rouen.
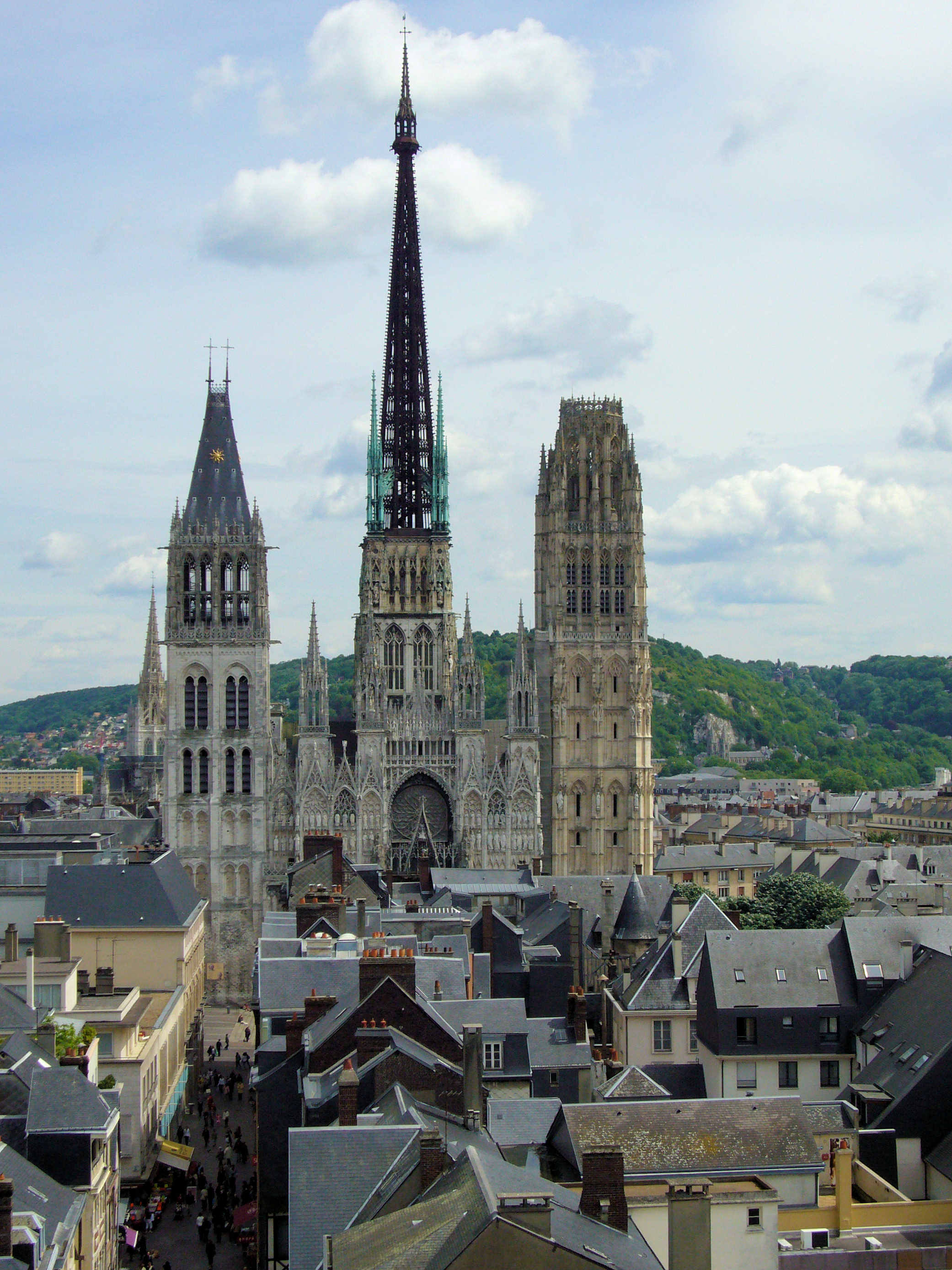
La cathédrale de Rouen vue depuis le beffroi du Gros-Horloge.
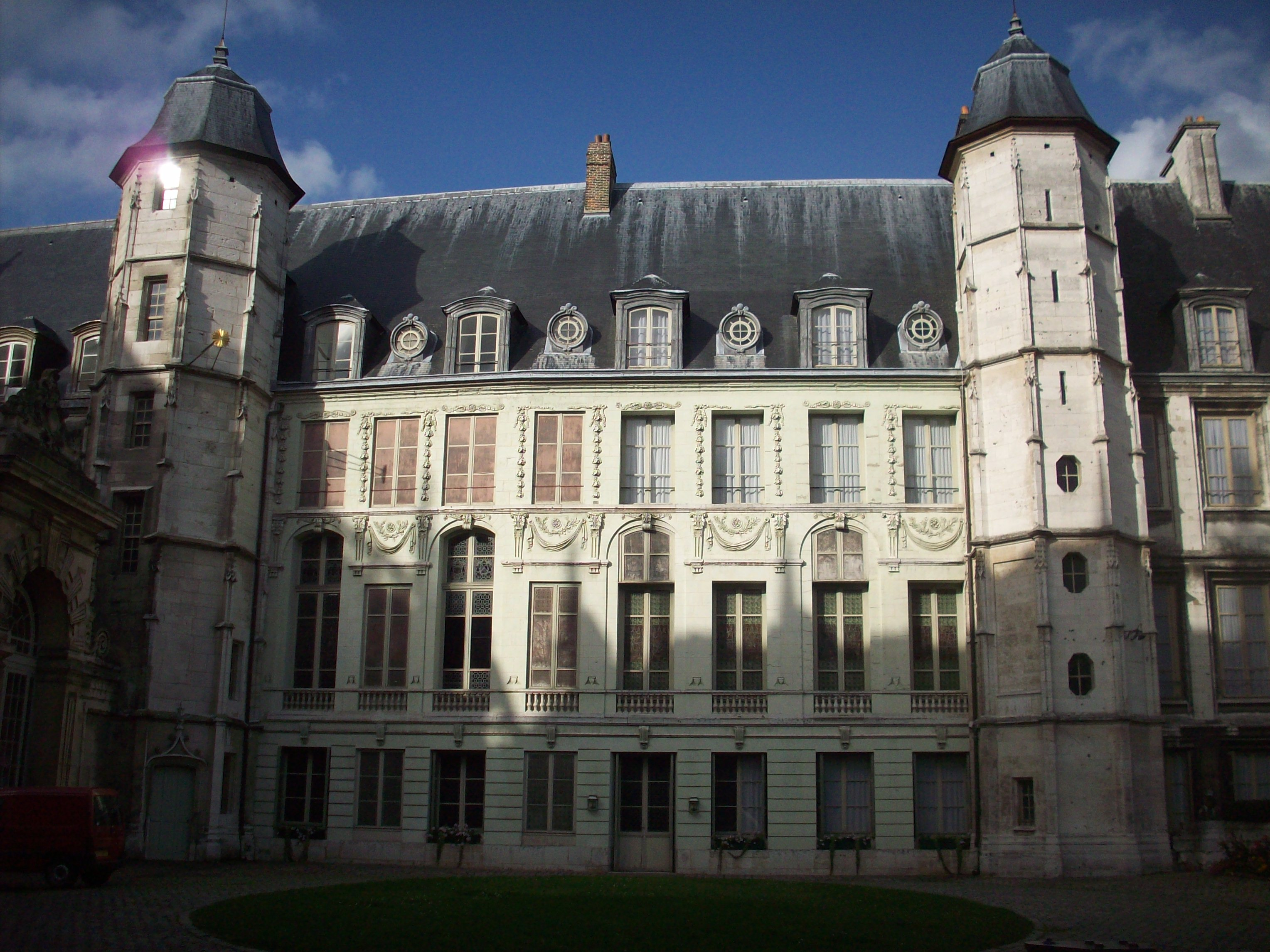
L'archevêché de Rouen est seul en France à conserver sa fonction et à former cet ensemble cathédrale-archevêché.
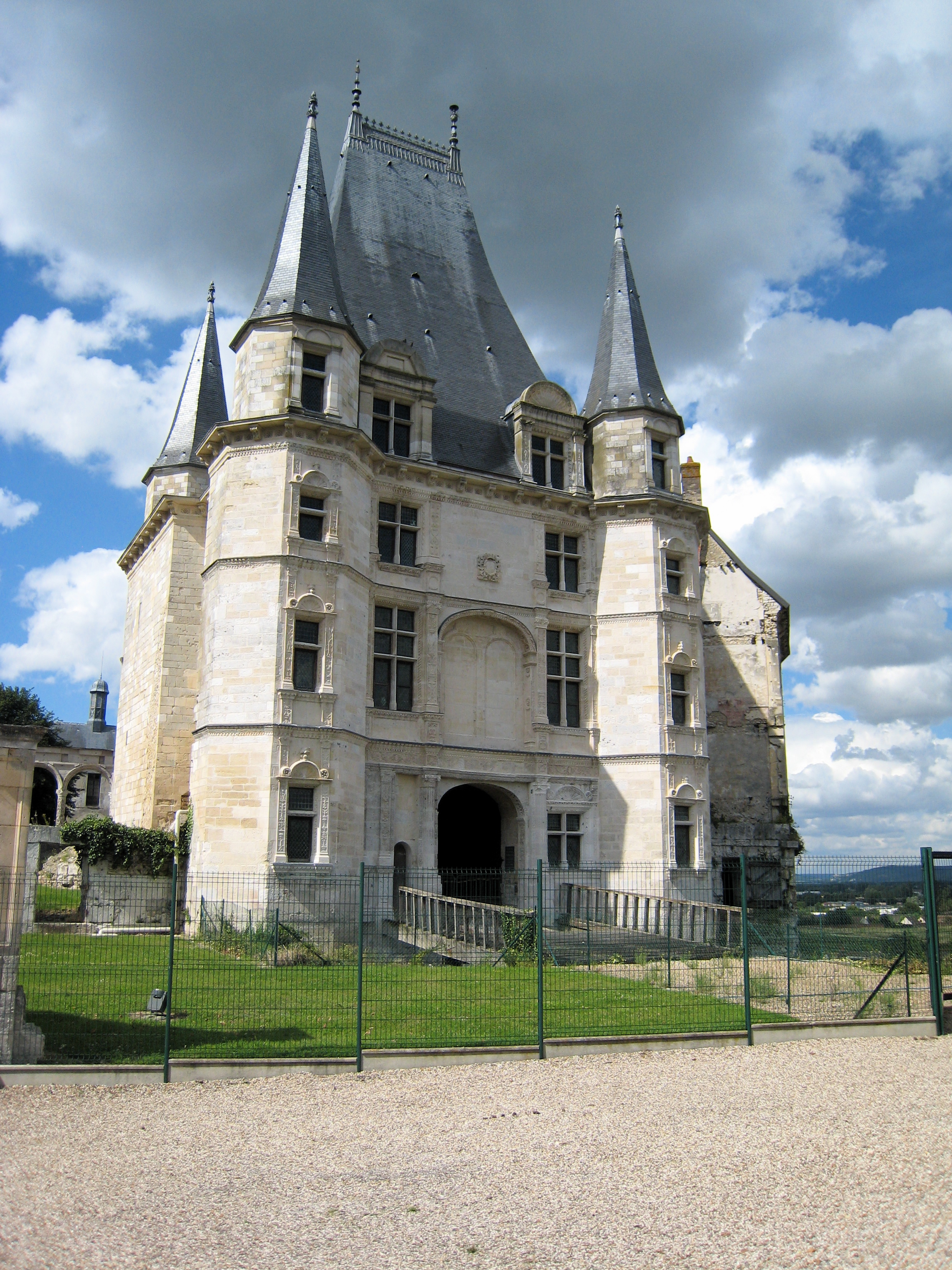
Le château de Gaillon, résidence d'été des archevêques de Rouen jusqu'à la Révolution.